# Anduril XL-AUV
 (novembre 2024).
L'Anduril XL-AUV est un type de drone sous-marin développé par la société américaine de technologie de défense Anduril ainsi que plusieurs départements de défense de différents pays pour la marine australienne .
Ce programme, annoncé le 5 mai 2022 par le gouvernement australien, se déroule dans un contexte de tensions concernant un pacte de sécurité entre la Chine et les Îles Salomon .
Techniquement, il s'agit d'un sous-marin sans pilote.
Le ministre australien de la Défense, Peter Dutton, a révélé que dans les trois prochaines années, le partenaire américain livrera trois prototypes de sous-marins sans pilote à la Royal Australian Navy, c'est-à-dire la marine australienne .

## Contexte
Fin mars 2022, des responsables des Îles Salomon ont déclaré avoir signé un accord de coopération en matière de sécurité avec la Chine.
Le Premier ministre des Îles Salomon, Manasseh Sogavare, a récemment annoncé au parlement que son gouvernement était menacé par les pays occidentaux d'une "intervention militaire" .
Selon le projet révélé, les navires chinois seront autorisés à effectuer des activités de logistique, d'escale et de transit dans cette nation insulaire . Pékin pourrait également déployer des "forces appropriées", y compris des policiers armés et des militaires, pour protéger son personnel et ses projets dans les îles Salomon .
L'Australie et son partenaire de sécurité américain s'inquiètent depuis longtemps de la possibilité d'une base militaire chinoise dans le Pacifique, qui permettrait à l'armée de Pékin d'opérer plus près d'eux . En fait, en termes de distance géographique, les îles Salomon ne sont qu'à environ 2 000 kilomètres de l'Australie .

## Aspects techniques
Ces drones sous-marins mesurent de 10 à 30 mètres de long et sont capables de transporter une grande variété de charges utiles militaires sur de larges distances maritimes.
Les enjeux sont l'efficacité de la guerre de surface, et la contribution au maintien de la paix et de la stabilité dans la région indo-pacifique.
Le XL-AUV peut être déployé pour des missions militaires et non militaires, y compris le renseignement, les tests d'infrastructure, la surveillance, la reconnaissance et le ciblage .
On sait que dans un accord tripartite entre l'Australie, le Royaume-Uni et les États-Unis annoncé en septembre 2021 ; la RAN peut désormais avoir la capacité de produire au niveau national des sous-marins nucléaires d'attaque (SSN) ainsi que des sous-marins nucléaires d'attaque à tir supersonique .